# جوزيف وليامز (ملحن)
جوزيف وليامز (بالإنجليزية: Joseph Williams)‏ هو ملحن ومغني أمريكي، ولد في 1 سبتمبر 1960 في سانتا مونيكا في الولايات المتحدة.

## وصلات خارجية
- الموقع الرسمي
- جوزيف وليامز على موقع IMDb (الإنجليزية)
- جوزيف وليامز على موقع ميوزك برينز (الإنجليزية)
- جوزيف وليامز على موقع ديسكوغز (الإنجليزية)
- جوزيف وليامز على موقع قاعدة بيانات الفيلم (الإنجليزية)